# Nadja Maleh

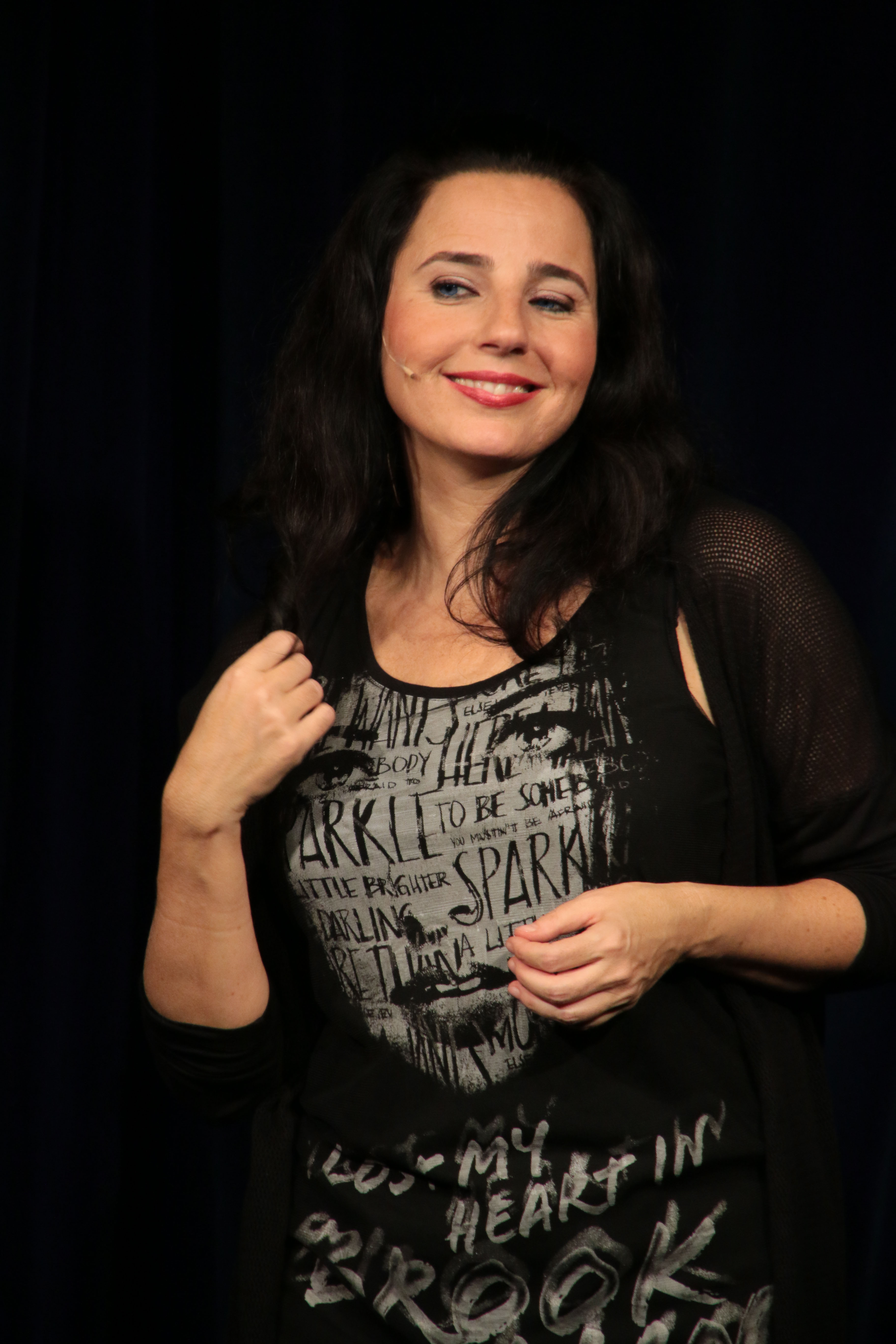
Nadja Maleh mit ihrem Soloprogramm Placebo im Passauer Scharfrichterhaus, Oktober 2015

Nadja Maleh (* 9. Juni 1972 in Wien) ist eine österreichische Kabarettistin, Schauspielerin, Sängerin und Regisseurin.

## Leben und Wirken
Nadja Maleh ist die Tochter eines syrischen Arztes und der Osttiroler Psychotherapeutin Margaretha Maleh, Präsidentin von Ärzte ohne Grenzen Österreich. Nach einer neusprachlichen Ausbildung an einer Allgemeinbildenden Höheren Schule (AHS) in Wien 19 von 1982 bis 1990 machte sie bis 1994 eine Schauspielausbildung bei Michael Mohapp in der Theaterschule GAMES (Graumann Acting Musical Entertainment Studio) am Graumanntheater in Wien. 1994 absolvierte sie eine Ausbildung am „Internationalen Studio für Bewegungstheater im Odeon“. Seit 1998 nimmt sie Gesangsunterricht bei Olga Kolo-Varla und Michelle Friedmann.
Malehs erstes Soloprogramm Flugangsthasen feierte am 8. März 2007 im Wiener Kabarett Niedermair Premiere, das zweite Bühnenprogramm trägt den Titel Radio aktiv (Premiere: 4. Februar 2010, Kabarett Niedermair). Am 24. Jänner 2013 feierte ihr drittes Soloprogramm Jackpot im Wiener Stadtsaal Premiere. Seit 10. Februar 2015 tritt Maleh mit dem vierten Soloprogramm Placebo (Premiere in der Kulisse Wien) auf. Zeitgleich erschien ihr Debütalbum Songs Vol 1 mit Liedern aus ihren Kabarettprogrammen. Seit Anfang 2016 ist die Kabarettistin neben ihrer Tätigkeit als Ensemblemitglied von Grünwald Freitagscomedy des Bayerischen Rundfunks in mehreren TV-Produktionen der Sender Puls 4 und Servus TV zu sehen. Am 27. September 2016 fand die Premiere ihres überarbeiteten BEST-OF Kabarett Programms in der Kulisse Wien gemeinsam mit dem Gitarristen Bernd Alfons statt.
Für das Album „Komm gut durchs Jahr mit Machatschek 1“ nahm Nadja Maleh 2017 die Songs „Sunwendfeia“ und „Weihnachtswalzer“ auf, die vom Machatschek komponiert und getextet wurden.
Gemeinsam mit ihrer Band (Titus Vadon, Schlagzeug; Bernd Alfanz, Gitarre; Bernhard Eder, Keyboard; Harald Baumgartner, Bass) tritt sie neben den Kabarettprogrammen seit 7. April 2018 (Premiere im Orpheum Wien) auch mit einem Konzertprogramm (Nadja Maleh in concert) auf.

## Kabarettprogramm-Charaktere
„Ich bin viele – und die wollen alle raus“ ist neben dem jeweiligen Hauptthema das Grundgerüst von Malehs Kabarettsoli.
Insgesamt hat sie für ihre Kabarettprogramme bisher über 25 fiktive Charaktere geschaffen. Die wichtigsten sind:
- Ramona Krummelanke, die älteste Figur von Nadja Maleh, hat ihren Ursprung in Die Wochenshow von Sat.1 aus dem Jahr 2001. „Ramöna“ hat mit ihrem sächsischen Akzent in jedem Soloprogramm einen Platz. In „Placebo“ tritt Ramona auch erstmals als Clown mit Zauberkunststückchen auf.
- Die Figuren der blitzgescheiten Inderin Mandala, ihrer Großmutter Ganga und ihres Ehemanns Murti, traten erstmals 2007 in „Flugangsthasen“ in Erscheinung. Mandala spricht Englisch mit indischem Akzent und bleibt vor allem durch ihr typisches, markantes Lachen in Erinnerung.
- Die alte Dame Frau Professor Huber, Mathematikerin und Physikerin, beleuchtet ebenfalls seit „Flugangsthasen“ die wichtigen Themen des Lebens mit wissenschaftlicher Akribie und schlauem Humor.
- Leila ist Migrationshelferin in einem Deutschinstitut (seit „Flugangsthasen“), spricht arabischen Akzent und ist mit typisch orientalischer Mimik und Gestik gegen Ausländerfeindlichkeit und Rassismus.
- Tante Melanie (auch: Melanie B.) ist eine bauernschlaue Kindergärtnerin mit burgenländisch-steirischem Akzent. Das Publikum bildet ihren „Kindergarten“ und meist ist dann ein männlicher Zuschauer Ziel von Melanies Scherzen. Diese interaktive Rolle ist erstmals 2010 in „Radioaktiv“ zu finden.
- Ebenfalls seit „Radioaktiv“ ist die Russin Olga vertreten. Sie steht unter anderem auf dem Standpunkt, dass schon die erste Frau – „Jeva“ – eine Russin gewesen sein muss. Denn nur eine Russin sei in der Lage, sich nackt und mit einem halben Apfel in der Hand wie im Paradies zu fühlen.
- Celine (früher Claudette) erklärt dem Publikum mit französischem Charme, Akzent und Gesang alles über die Liebe (seit „Radioaktiv“).
- Der Antidrogen-Streetworker und Rapper Dragan tritt erstmals 2015 im jüngsten Soloprogramm „Placebo“ in Erscheinung. Er spricht eigentlich perfekt Deutsch, hat sich aber entschlossen im Balkan-Akzent (orig.: fachkanakisch) zu sprechen, um von den Jugendlichen besser verstanden zu werden. Der Höhepunkt seines Auftritts ist der „Neurotransmitta-Rap“.

## Kabarett
- „Lachen bis zum Schluss“, Kabarett im Graumanntheater, Regie: Michael Mohapp, 1993/1994
- „Frauen jenseits des Nervenzusammenbruchs“, gemeinsam mit Valerie Bolzano, Regie: Andy Hallwaxx, 1997, 1998 und 1999
- „Spacegirls“, gemeinsam mit Valerie Bolzano, Regie: Andy Hallwaxx, 1998, 1999 und 2000
- „Laute(r) Stars“, Comedyshow, Kulisse Wien, 2004
- „Mitten am Rand“, Kabarett Simpl Wien, 2004/2005[5]
- „One Night Stand – Die Comedy Show“, Comedyshow, 2008, mit Stefan Haider und Michael Schuller[6]
- Hyundai Kabarett-Tage, 2012 und 2014[7]
- Wiener Kabarettfestival, 2011, 2013, 2015, 2017[8] und 2019

## Solo-Kabarettprogramme
- 2008: Flugangsthasen, Regie: Marion Dimali
- 2010: Radio aktiv, Regie: Marion Dimali
- 2013: Jackpot,  Regie: Marion Dimali[9][10][11][12]
- 2014: Start von BEST-OF Kabarett, Auszüge aus ihren Kabarettprogrammen als eigenständiges Soloprogramm, das laufend mit den neuesten Sketches adaptiert wird.[13][14]
- 2015: Placebo, Regie: Marion Dimali[15][16][17]
- 2016: BEST-OF Kabarett, Neubearbeitung, Regie: Marion Dimali
- 2018: Hoppala!, Regie: Marion Dimali
- 2022: Bussi Bussi, Regie: Marion Dimali

## Fernsehen (Auswahl)
- „SAT1 Wochenshow“, 2001/2002
- „Österreich sucht den Comedy Star“, Jurymitglied Castingshow, ATV+, 2003/2004
- „Absolut genial – Die Comedy Arena“, österreichische Variante von "Genial Daneben", ATV+, 2005[18]
- „Gott sei dank … dass Sie da sind!“, Improvisationscomedy, 2006/2007
- „Ex“, ORF-Serie, 2008[19][20]
- „Oben Ohne“, ORF-Serie, 2008/2009
- ORF-Sommerkabarett 2011
- „B Team – Das Magazin“, Moderation, ORF, 2011[21]
- „Grünwald Freitagscomedy“, Comedyshow (Ensemblemitglied), Bayerisches Fernsehen, 2010–2024
- „Die Comedyfabrik – jetzt fängt die Woche gut an“, Comedyshow, Puls 4, ab 30. November 2015[22]
- „Zum Brüller! – Der Komedy Klub“, Mockumentary, Servus TV, ab 11. Februar 2016[23][24][25]

- „Bist du deppert! Steuerverschwendung und andere Frechheiten“, Aufdeckungs-Satire-Serie, 3. Staffel, 2016, Puls 4[26][27]
- „Die Tafelrunde“, satirischer Monatsrückblick, ORF III, seit 2019 regelmäßige Auftritte[28]

## Film (Auswahl)
- „Love at first touch“, von Friedrich Zorn, 2001
- „Poem to be translated“, Kurzfilm von Frederick Baker, 2002
- „Summer with the ghosts“, Kinder-Kinofilm, 2002
- „Schön, dass es dich gibt“, Regie: Reinhard Schwabenitzky, ORF, 2005[29]
- „Conny und die verschwundene Ehefrau“, Regie: Reinhard Schwabenitzky, ORF, 2005[30]
- „Crazy Race 3 – Sie knacken jedes Schloss“, Regie: Axel Sand, RTL, 2005
- „Der Goldfisch“, Stummfilm (Rolle des Charlie Chaplin), Regie: Sandra Öhl-Wögerbauer, 2006
- „Rotkäppchen-Wege zum Glück“, Märchen-Comedy, ORF/Pro7, 2006

## Theater (Auswahl)
- „Der Lockruf der Bahnhofsmission“, Regie: Marion Dimali, 1992
- „Ruhe! Wir stürzen ab“, Komödie nach Dario Fo, Regie: Michael Niavarani, 1993
- „Mandragola“, Regie: Andy Hallwaxx,[31] 1993
- „Kaiser Josef und die Bahnwärtertochter“, Regie: Andy Hallwaxx, 1994
- „Single mit 4 Frauen“, Regie: I Stangl, 2011[32][33]
- „Augustin“, Rock-Musical, Regie: Manfred Tauchen, Premiere am 9. August 2012 im Stadtsaal in Wien, Rollen: Henriette Pest, Frau Cholera, 1. Wäschermädel[34][35][36]
- „Tankstelle der Verdammten“, Eine „lausige“ Operette von Georg Ringsgwandl, ins Wienerische übertragen von Thomas Maurer, Regie: Gabi Rothmüller, Premiere am 17. August 2016 im Stadtsaal in Wien[37]

## Regie (Auswahl)
- 2009: „Cinema & Comedy“, mit Gidon Kremer & Kremerata Baltica, Aleksey Igudesman, Hyung-Ki Joo
- 2009: „Plan B“, mit Stefan Haider, Kabarettprogramm
- 2010: „Ärztlich Willkommen“, Alex Kristan & Roman F. Szeliga
- 2012: „5 nach 12“, mit Stefan Haider, Kabarettprogramm[38]
- 2013: „shake it baby“, mit Stefan Haider, Kabarettprogramm
- 2015: „Sexy Jesus“, mit Stefan Haider, Kabarettprogramm
- 2016: „Free Jazz“, mit Stefan Haider, Kabarettprogramm
- 2017: „Reporter ohne Grenzen“, mit Peter Klien, Kabarettprogramm[39]

## Audio
- 2012: „Im Namen meines Körpers“, von Heba El Afifi. Die Autorin schildert in diesem Buch Wünsche, Hoffnungen. Überlegungen und auch aktuelle Alltagssituationen junger Frauen und Männer in Ägypten- in Monolog- wie Dialogform. Eine Auswahl der Texte aus diesem Buch wurden in Arabisch in Kairo und in Deutsch in Wien aufgenommen. Nadja Maleh wirkt an der Produktion der Audio-CD mit. AlbertVera Verlag, Wien, ISBN 978-3-9503164-1-4[40]
- 2015: Songs Vol 1, Album, Balloon Records, EAN 9005536007784
- 2017: Komm gut durchs Jahr mit Machatschek 1, EAN 9783950326987
- 2018: Songs Vol 2, Album, Balloon Records, EAN 9005536009696

## Publikationen
- 2020: „Ich lieb mich, ich lieb mich nicht ...“, Sachbuch, Molden Verlag, Wien, ISBN 978-3-222-15054-8

## Auszeichnungen

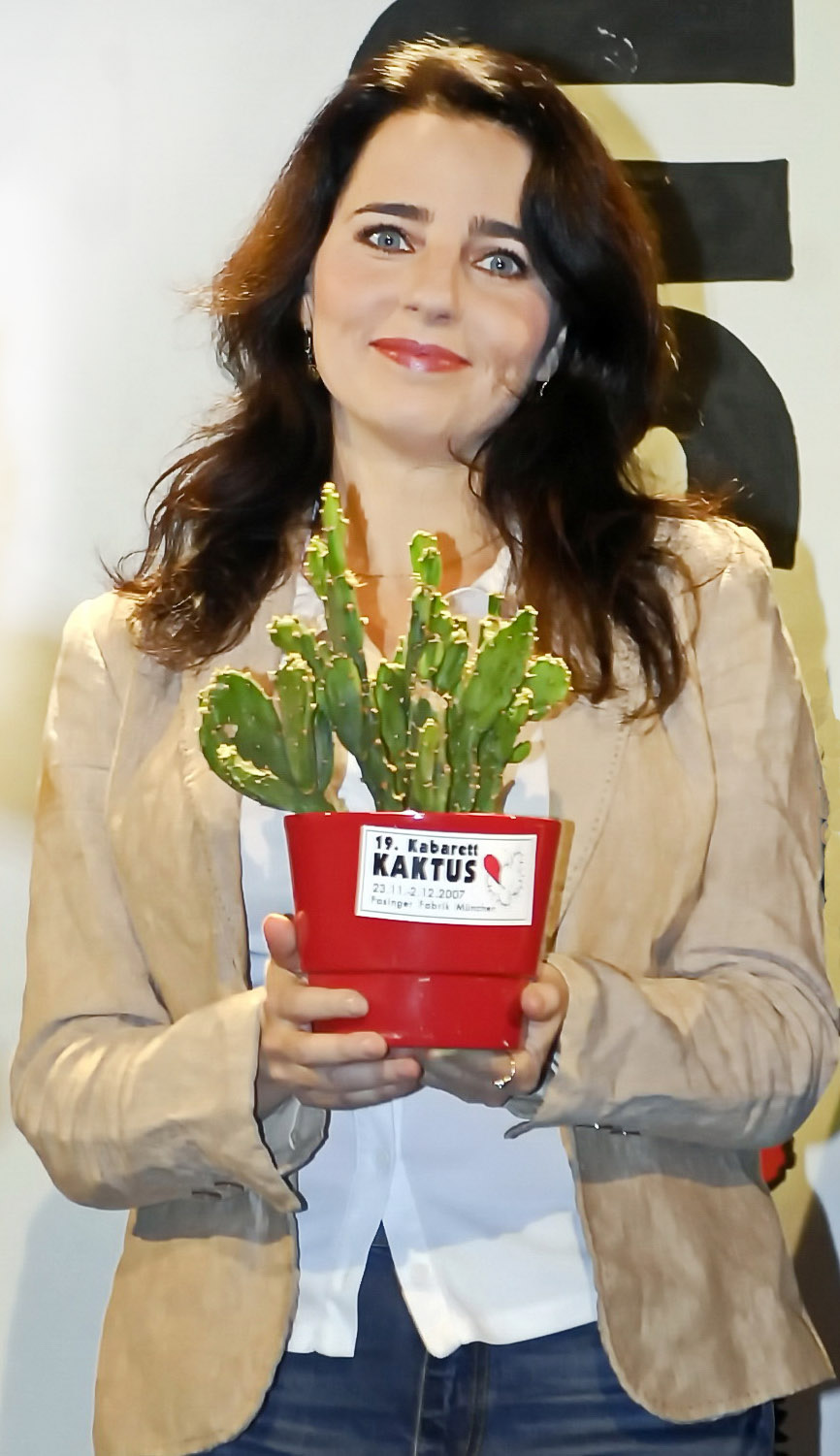
Nadja Maleh, Preisträgerin Kabarett Kaktus 2007

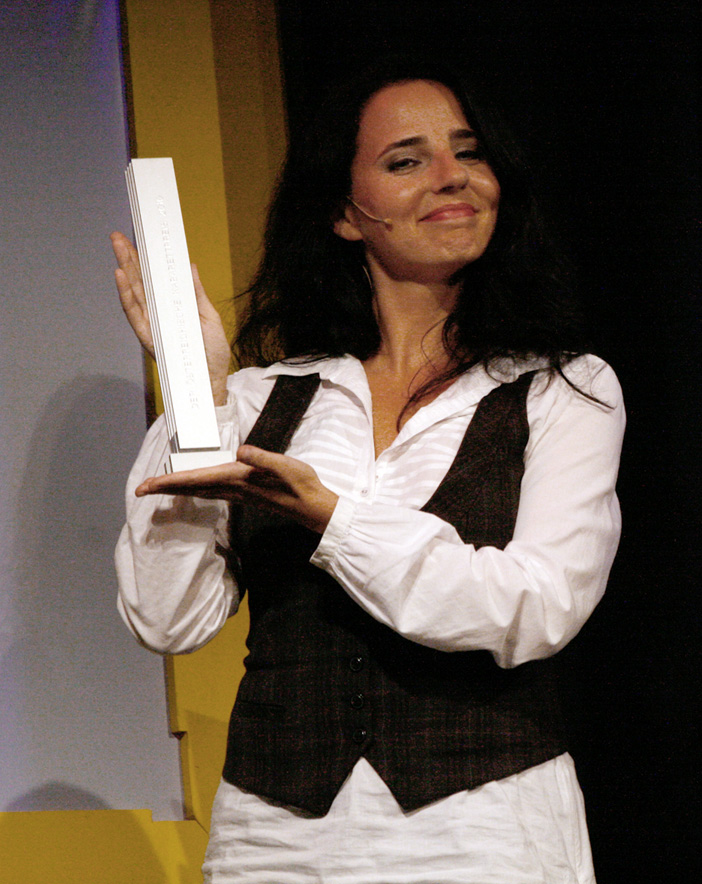
Nadja Maleh mit dem Österreichischen Kabarettpreis 2010

- 2000: Stuttgarter Silberner Besen (für Bolzano & Maleh)[41]
- 2007: Preisträgerin des Münchner Kabarett Kaktus
- 2008: Gewinnerin der "Burgdorfer Krönung"[42]
- 2008: Mittleres Passauer Scharfrichterbeil
- 2009: Kabarettpreis Paulaner Solo (1. Platz und Publikumspreis)
- 2010: Finalistin Tuttlinger Krähe (2. Preis)
- 2010: Österreichischer Kabarettpreis (Förderpreis)